# Aretha (album 1980)
Aretha è un album della cantante soul statunitense Aretha Franklin, pubblicato nel 1980 dalla Arista Records. Nell'album suona Seldon Powell, che ha lavorato anche con Sam Cooke, Roberta Flack, Van Morrison, John Lennon, Miriam Makeba, Chaka Khan.

## Tracce
1. Come To Me – 3:42
2. I Can't Turn You Loose – 3:55 (Otis Redding)
3. United Together – 5:02 (Phil Perry, Chuck Jackson)
4. Take Me With You – 4:05 (Phil Perry, Terry Coleman, Chuck Jackson)
5. Whatever It Is – 3:38 (Mark Gary, Eddie Setser, Jerry Michael)
6. What a Fool Believes – 5:13 (Kenny Loggins, Michael McDonald)
7. Together Again – 5:16 (Franklin, Phil Perry, Chuck Jackson)
8. Love Me Forever – 3:34 (Franklin, Rev. Patrick Henderson, Kenny Moore)
9. School Days – 4:58 (Franklin)

## Formazione
- Aretha Franklin - voce, cori, tastiera, pianoforte
- David Paich - pianoforte, organo Hammond
- James Jamerson - basso
- Bernard Purdie - batteria
- Steve Lukather - chitarra
- Todd Cochran - sintetizzatore, programmazione
- Richard Tee - tastiera
- Louis Johnson - basso
- Ed Greene - batteria
- Paul Jackson Jr. - chitarra
- David Foster - pianoforte, Fender Rhodes, sintetizzatore
- Tony Coleman - tastiera, cori, basso
- Cornell Dupree - chitarra
- Francisco Centeno - basso
- Bob Christianson - sintetizzatore addizionale
- David Williams - chitarra
- Steve Jordan - batteria
- Steve Porcaro - sintetizzatore addizionale
- Mike Lang - tastiera
- Scott Edwards - basso
- Jeff Porcaro - batteria
- David T. Walker - chitarra
- James Gadson - batteria
- Michael McGlory - chitarra
- Yogi Horton - batteria
- George Devens - percussioni
- Mike Porcaro - basso
- Randy Brecker - tromba
- Lew Soloff - tromba
- Barry Rogers - trombone
- Michael Brecker - sassofono tenore
- Seldon Powell - sassofono tenore
- David "Fathead" Newman - sassofono tenore
- Lew Del Gatto - sassofono baritono
- Dave Tofani - sax alto
- David Sanborn - sax alto
- John Clark - corno francese
- Peter Gordon - corno francese
- Kitty Beethoven, Ortheia Barnes, Claytoven Richardson, Preston Glass, Gloria Ridgeway, Edie Lehmann, Larry Graham, Chuck Jackson, Lis Jackson, Hamish Stuart, Jeanie Tracy, Estelle Brown, Esther Ridgeway, Brenda Corbett, Marti McCall, The Sweet Inspirations - cori

Note aggiuntive
- Arif Mardin - produttore